# Pallavolo Pinerolo
Maillots
Le Pallavolo Pinerolo, également connu sous le nom de Union Volley Pinerolo, est un club italien de volley-ball féminin basé à Pignerol dans la ville métropolitaine de Turin, elle-même issue de la région du Piémont. Il évolue dans le Championnat professionnel de Serie A1 depuis la saison 2022-2023.

## Noms précédents
En raison de contrats de sponsoring, le club a concouru sous les noms suivants :
- Bentley Pallavolo Pinerolo (2006–2010)
- Bentley Ford Sara Pinerolo (2010–2012)
- Eurospin Ford Sara Pinerolo (2012–2022)
- Wash4Green Pinerolo (2022–)

## Histoire
Lors de la saison 2021-2022 de Serie A2, le club termine à la première place de la saison régulière (poule B) et se qualifie pour la finale des playoffs. Pinerolo remporte son duel face au Volley Millenium Brescia (it) par 3 matchs à 1 et est promu en Serie A1 pour la première fois de son histoire.
Lors de l'exercice 2023-2024, le club termine à la 6e place de la saison régulière et accède pour la première fois au playoffs de Serie A1.

## Effectifs

### Saison 2024-2025
| No | Nom                    | Date de Naissance | Taille (cm) | Poste                     |
| -- | ---------------------- | ----------------- | ----------- | ------------------------- |
| 1  | Indre Sorokaite        | 2 juillet 1988    | 188         | Réceptionneuse-attaquante |
| 2  | Francesca Cosi (it)    | 27 mars 2000      | 189         | Centrale                  |
| 3  | Carlotta Cambi         | 28 mai 1996       | 176         | Passeuse                  |
| 4  | Giada Di Mario         | 4 septembre 2004  | 180         | Libéro                    |
| 7  | Amandha Sylves         | 29 décembre 2000  | 196         | Centrale                  |
| 8  | Silvia Bussoli         | 22 novembre 1993  | 183         | Réceptionneuse-attaquante |
| 9  | Sofia D'Odorico (it)   | 6 janvier 1997    | 186         | Réceptionneuse-attaquante |
| 10 | Ilenia Moro            | 5 février 1999    | 178         | Libéro                    |
| 12 | Martina Bracchi (it)   | 25 avril 2002     | 182         | Réceptionneuse-attaquante |
| 14 | Léandra Olinga Andela1 | 12 août 1997      | 185         | Centrale                  |
| 15 | Shea Rubright2         | 9 janvier 2001    | 196         | Centrale                  |
| 17 | Malwina Smarzek        | 3 juin 1996       | 191         | Pointue                   |
| 18 | Yasmina Akrari (it)    | 31 août 1993      | 185         | Centrale                  |
| 23 | Elena Perinelli        | 27 juin 1995      | 182         | Réceptionneuse-attaquante |
| 24 | Thalía Moreno (it)     | 10 avril 2002     | 189         | Pointue                   |
| 28 | Giorgia Avenia (it)    | 4 avril 1994      | 180         | Passeuse                  |

Entraîneur :  Michele Marchiaro 

Entraîneur adjoint :  Alberto Naddeo
1 joueuse ayant quitté le club fin décembre 2024. 

2 joueuse ayant rejoint le club le 8 janvier 2025.